# Leopertus von Palestrina
Leopertus von Palestrina (auch Lopertus, Leoperto oder Loperto; * vermutlich in Deutschland; † Anfang 1069 in Palestrina) war ein Kardinal der römisch-katholischen Kirche. Sein kirchlicher Gedenktag ist der 18. Oktober.

## Leben
Leopertus war ein Freund von Petrus Damiani. Papst Alexander II. 1065 wurde er im Konsistorium zum Kardinalbischof von Palestrina kreiert. 1066 wurde er zum Päpstlichen Legat in Deutschland ernannt. Wahrscheinlich um Weihnachten 1066 erhielt er einen Brief von Abt Mainard von Pomposa.
Er unterzeichnete päpstliche Bullen am 10. Mai 1067 im Lateranpalast und am 10. Juni 1068, beide zugunsten der Abtei Montecassino. Anfang 1069 unterzeichnete er eine Synodalakte.
Bischof Anno II. von Köln soll seine Gebeine nach Siegburg gebracht haben.